# Sasha Soreff
Sasha (Alexandra) Soreff, (Nueva York) es una coreógrafa y bailarina estadounidense, directora creativa de la Sasha Soreff Dance Theater y miembro de la facultad New Amsterdam Dance donde imparte clases de danza moderna.

## Estudios
Nacida en Maine, recibió su licenciatura con el grado summa cum laude en Artes en el Barnard College en 1994.  Mientras estaba en el Barnard College, fue seleccionada para el Programa Académico del Centenario y admitida en Phi Beta Kappa. Recibió su diploma de escuela secundaria en la Escuela de Artes de Carolina del Norte.

## Trabajos realizados
Las obras de Soreff, "The Dancer Who Wore Sneakers and Other Tales" ("el bailarín que usaba zapatillas y otros cuentos") y su secuela "The Other Shoe" ("El otro zapato") se han representado en el Teatro Ailey Citigroup y en Soundance. Ella ha realizado coreografías para el proyecto "60 x 60" del Tompkins Park Dance Parade.
Sus coreografías se han presentado en MetroArts WNET, en la American Living Room Series en HERE, en Arclight Theatre, en Portland, Maine's Casco Bay Movers Theater, en la Universidad de Long Island, el 92nd Street Y, PS 122, White Wave (John Ryan Theater), Dance Space Center, One Arm Red, Portland Dances!, Chester College y en el Cunningham Studio Theater.
Soreff ha bailado con Isabel Gotzkowsky and friends en 1998-2004 y actuó en obras de Sean Curran, Laurie DeVito, Rachel Thorne Germond, Stephen Koplowitz, Holly Twining y Kevin Wynn.